# Менад, Джамель
Джамель Менад (араб. جمال مناد‎; фр. Djamel Menad; 22 июля 1960, Эль-Баяд, Алжир — 22 марта 2025, Алжир, Алжир) — алжирский футболист и футбольный тренер. Играл на позиции нападающего.

## Клубная карьера
Во взрослом футболе дебютировал в 1976 году выступлениями за команду «Белуиздад», в которой провел пять сезонов. В сезоне 1977/78 выиграл Кубок Алжира.
Своей игрой за эту клуб привлёк внимание представителей тренерского штаба клуба «Кабилия», в состав которого присоединился в 1981 году. Сыграл за команду из Тизи-Узу шесть сезонов игровой карьеры, выиграв с командой ряд национальных и международных трофеев.
В 1987 году отправился во Францию, где три сезона выступал за местный «Ним Олимпик» во втором дивизионе Франции, после чего играл за клубы португальского высшего дивизиона «Фамаликан» и «Белененсеш».
Завершил профессиональную карьеру в 1997 году после трёх лет выступлений на родине за клубы «Кабилия» и «УСМ Алжир».

## Сборная Алжира
В 1979 году привлекался в состав молодёжной сборной Алжира, вместе с которой стал четвертьфиналистом молодёжного чемпионата мира в Мексике.
В 1980 году выступал в составе сборной Алжира на олимпийском футбольном турнире в СССР, где «лисы пустыни» смогли выйти из группы.
Впоследствии в составе национальной сборной был участником чемпионата мира 1986 года в Мексике, на котором сыграл в двух матчах. Кроме того, в её составе стал бронзовым призером Кубка африканских наций 1984 и 1988, участником Кубка африканских наций 1986 и 1992, а также был включён в заявку на домашний Кубок африканских наций 1990, где его сборная смогла впервые стать обладателем Кубка африканских наций, причём Менад стал лучшим бомбардиром турнира.
В течение карьеры в национальной команде, длившейся 16 лет, провёл в форме главной команды страны 81 матч, забив 25 голов.

### Смерть
Умер 22 марта 2025 года в возрасте 64 лет.

## Достижения

### Клубные
- Обладатель Кубка обладателей кубков КАФ 1995 года в составе «Кабилии»
- Чемпион Алжира в сезонах: 1981/82, 1982/83, 1984/85, 1985/86 и 1994/95 в составе «Кабилии»
- Обладатель Кубка Алжира в сезоне 1977/78 в составе «Белуиздада»
- Обладатель Кубка Алжира в сезоне 1985/86 в составе «Кабилии»

### Со сборной Алжира
- Победитель Кубка африканских наций 1990 года
- Участник Чемпионат мира 1986 года в Мексике